# Giunta Pisano
Giunta Pisano, również Giunta da Pisa lub Giunta Capitini (ur. ok. 1190-1200 w Pizie, zm. ok. 1250) − włoski malarz tworzący w XIII w. Udokumentowany jest okres życia artysty obejmujący lata 1229-1254.
Znane są cztery ikony Krzyża autorstwa Pisano oraz Ikona ze scenami z życia św. Franciszka z 1230, przechowywana w Pinakotece watykańskiej:
- Krzyż brata Eliasza (1236, dzieło zaginęło)[2]
- Krzyż z Bazyliki Matki Bożej Anielskiej w Asyżu (1230-1240)[3]
- Krzyż z Kościoła San Ranierino w Pizie (ok. 1250)
- Krzyż z Bazyliki San Domenico w Bolonii (1250-1254)[4]

Pisano przypisywane są też następujące dzieła:
- Św. Franciszek i sceny z żywota, Museo nazionale di San Matteo, Piza
- Święty Franciszek z Asyżu i cztery cuda pośmiertne, Skarbiec Sacro Convento, Asyż
- Święty Franciszek z Asyżu i cztery cuda pośmiertne, Pinakoteka Watykańska
- Krzyż z Kościoła San Benedetto, Museo nazionale di San Matteo, Piza
- Malowany krzyż, Fondazione Giorgio Cini, Wenecja
- Madonna z Dzieciątkiem, Muzeum miejskie, Forlì[5]